# Jean Delamonce
Pour les articles homonymes, voir Delamonce.
Jean Delamonce est un peintre et architecte français né en 1635, et mort à Lyon 14 août 1708.

## Biographie
Des membres de la famille Delamonce ont occupé des places honorables dans la Chambre des comptes de Dijon
Jean Delamonce s'est marié à Munich le 11 novembre 1675 avec Jeanne Pasquier, originaire de La Chambre, en Savoie.
De ce mariage il a eu un fils baptisé sous le nom de Ferdinand-Pierre-Joseph-Ignace Delamonce, le 28 juin 1678, dont le parrain a été l'Électeur de Bavière, Ferdinand-Marie.

### Jean Delamonce à Chambéry
Jean Delamonce est à Chambéry en 1661 où il réalise un grand tableau oblong représentant Moïse donnant les lois pour une des salles du Sénat.
En 1662, il a fait un dessin pour le livre du Père jésuite Claude-François Ménestrier (1631-1705) publié à Lyon : La description des cérémonies faites à Chambéry pour la béatification de saint François de Sales. Le dessin a été gravé par Audran, probablement Benoît. Dans la même période, il a réalisé un portrait du même saint, gravé par Daudet.
En 1663, il est à Chambéry où il peint des peintures allégoriques de l'alcôve et du lit nuptial avec pour thème L'amour autheur et conservateur du monde pour le mariage du duc de Savoie, Charles-Emmanuel II de Savoie avec Mademoiselle de Valois, fille de Gaston d'Orléans sous la direction du Père Ménestrier.
Il a peint le tableau Le Mystère de la Visitation, dessiné et gravé en 1666, trois planches sur la Décoration de l'église de la Visitation de Sainte-Marie. 
Vers 1668, il a fait le portrait de la Mère Louise-Blanche-Thérèse de Ballon, fondatrice et première supérieure des Bénédictines réformées en France et en Savoie, gravé par Benoît Audran. La même année, il a fait le portrait de Charles-Emmanuel II, duc de Savoie, de Marie-Jeanne-Baptiste de Savoie et du prince de Piémont, gravés par Germain Audran. Il est encore à Chambéry en août 1670.

### Jean Delamonce, premier peintre de l'Électeur de Bavière Ferdinand-Marie
Il est probable que Jean Delamonce a été appelé à Munich par l'intermédiaire de Henriette-Adélaïde de Savoie, mariée depuis le 22 juin 1652 à l'électeur de Bavière, Ferdinand-Marie. Jean Delamonce est porté dans les documents de la trésorerie de l'électeur de Bavière, de 1672 à 1684, comme peintre de la Cour pour un salaire de 250 florins par an. Il prenait part aux dîners de la Cour, et avait son logement, son service et ses entrées libres. Il a fait les peintures du château royal, maintenant disparues. En 1675, il a fait le portrait d'Henriette-Adélaïde, gravé par Charles-Gustave Amling (1651-1702).
Ses protecteurs, Henriette-Adélaïde de Savoie et Ferdinand-Marie de Bavière sont morts le 18 mars 1676, et le 26 mai 1679. Il est congédié en 1684.

### Dessinateur, graveur et architecte à Lyon
Il vient alors à Lyon. Il fournit, en 1693, le dessin de la thèse de Jean-Baptiste Thoily et Pierre Taillandier (1676-1713), gravé par Benoît Audran. En 1694, le Père Ménestrier lui demande les dessins de la Conserve d'eau des Romains à Saint-Just, des colonnes antiques de l'église d'Ainay, de médailles et d'un chapiteau antique pour l' Histoire civile ou consulaire de la ville de Lyon publiée en 1696. Il a aussi fait le portrait Jean d'Aranthon d'Alex, évêque et prince de Genève, c'est-à-dire évêque d'Annecy.
Il est mort le 14 août 1708.

## Réalisations architecturales

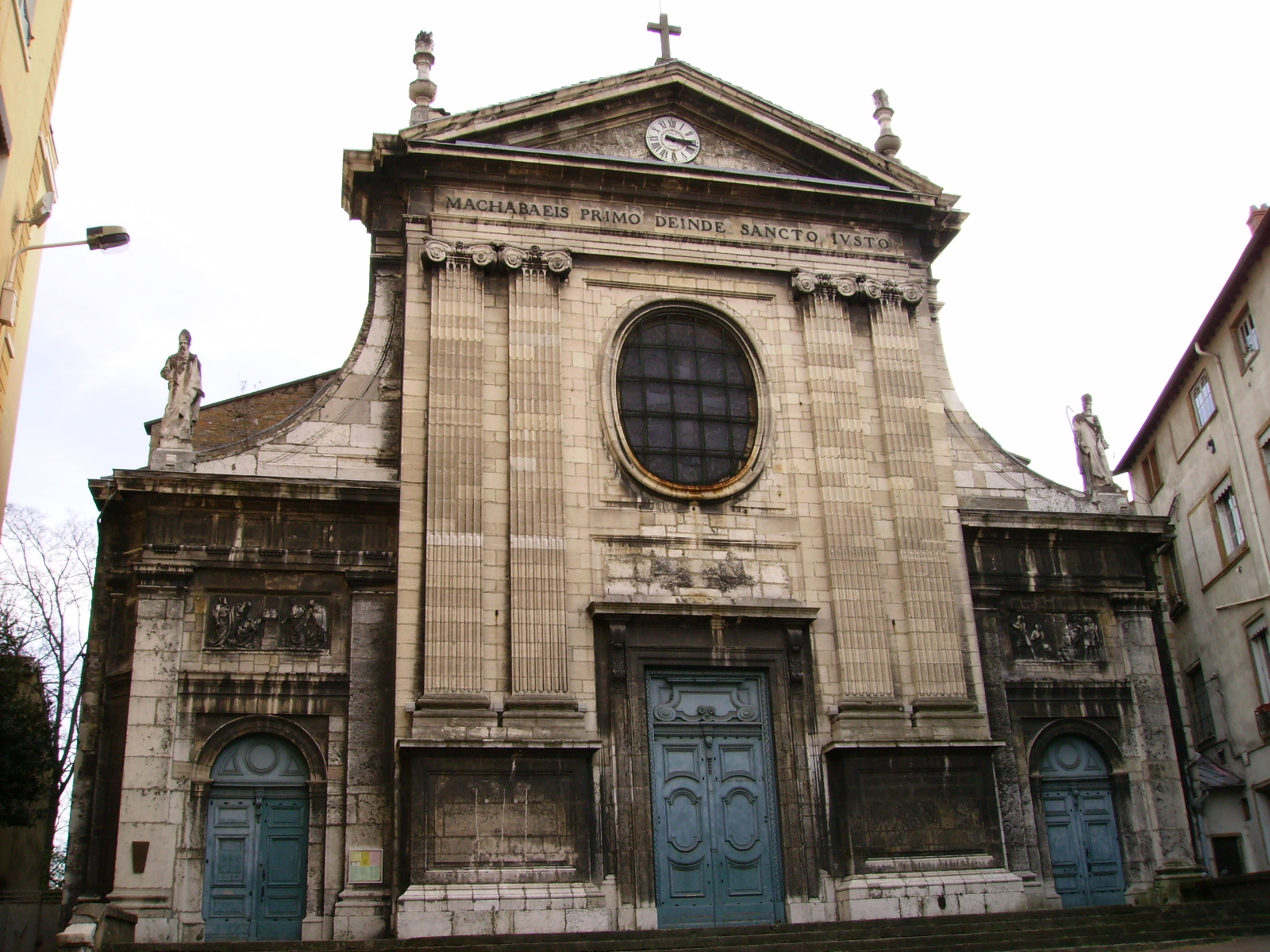
Façade de l'église Saint-Just de Lyon

Il a aussi réalisé à Lyon des travaux d'architecture :
- en 1699, la chaire de l'église du collège de la Trinité, dont il reste des débris.
- en 1704, on lui demande les dessins de la façade de la nouvelle église de Saint-Just. Le chapitre a traité la réalisation de la façade avec Jean Delamonce et son fils, le 20 août 1704[9]
- en 1706, pose de la première pierre du pavillon de l'Hôtel-Dieu, place de l'hôpital (actuel Grand Hôtel-Dieu). Celui-ci donne accès à la cour des quatre-rangs.

## Dessins et gravures
- Prise de la Ville et Citadelle de Fribourg en Brisgau par l'armée du Roy commandée par M. le maréchal de Créquy (Voir)